# Karise Sogn
Karise Sogn er et sogn i Tryggevælde Provsti (Roskilde Stift).
I 1800-tallet var Alslev Sogn anneks til Karise Sogn. Begge sogne hørte til Fakse Herred i Præstø Amt. Karise-Alslev sognekommune blev senere delt, så hvert af sognene dannede sin egen sognekommune. Ved kommunalreformen i 1970 blev både Karise og Alslev indlemmet i Fakse Kommune.
I Karise Sogn ligger Karise Kirke.
I sognet findes følgende autoriserede stednavne:
- Gammelby (bebyggelse, ejerlav)
- Gammelby Overdrev (bebyggelse)
- Ganneskov (areal, bebyggelse)
- Jørslev (bebyggelse, ejerlav)
- Jørslev Overdrev (bebyggelse)
- Karise (bebyggelse, ejerlav)
- Karise Gårde (bebyggelse, ejerlav)
- Karise Overdrev (bebyggelse)
- Karise-Olstrup (bebyggelse, ejerlav)
- Kulager (bebyggelse)
- Mosehuse (bebyggelse)
- Olstrup Overdrev (bebyggelse)
- Pebringe (bebyggelse, ejerlav)
- Pebringe Overdrev (bebyggelse)
- Præstevænget (bebyggelse)
- Store Linde (bebyggelse, ejerlav)
- Store Linde Overdrev (bebyggelse, ejerlav)
- Tokkeskov (areal, bebyggelse)
- Totterup Gårde (bebyggelse, ejerlav)
- Tryggevælde (ejerlav, landbrugsejendom)